# Hải đăng Alexandria

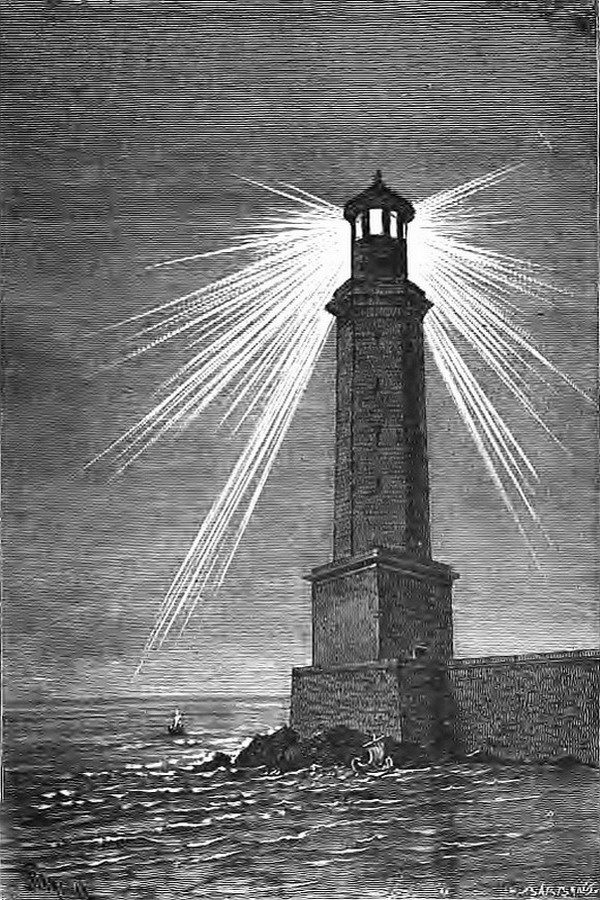
Hải đăng Alexandria

Hải đăng Alexandria, đôi khi được gọi Hải đăng của Alexander (/ˈfɛərɒs/; tiếng Hy Lạp cổ đại: ὁ Φάρος τῆς Ἀλεξανδρείας, Koine đương thời phát âm tiếng Hy Lạp: [ho pʰá.ros tɛ̂ːs a.lek.sandrěːaːs]), là một Hải đăng được xây trong triều đại của Ptolemy II Philadelphos (280–247 BC) của Ai Cập thuộc Hy Lạp. Chiều cao của tháp được ước tính tổng thể là 100 mét (330 ft). Một trong bảy kỳ quan của thế giới cổ đại, trong nhiều thế kỷ sau đó nó đã từng là một trong những cấu trúc nhân tạo cao nhất trên thế giới.
Ngọn hải đăng bị tàn phá nghiêm trọng bởi ba trận động đất từ năm 956 AD đến năm 1323 và trở thành đống đổ nát. Nó là kỳ quan có tuổi thọ cao thứ ba (chỉ sau Lăng mộ của Mausolus) và Kim tự tháp Kheops). Một phần của nó tồn tại đến năm 1480 khi những viên đá cuối cùng còn sót lại của nó được sử dụng để xây dựng Lâu đài Qaitbay trên cùng địa điểm.
Năm 1994, một nhóm các nhà khảo cổ học người Pháp đã lặn xuống biển ở phía đông cảng Alexandria và phát hiện ra một số tàn tích của ngọn hải đăng dưới đáy biển. Năm 2016, Bộ nghiên cứu thời kỳ cổ đại trong Ai Cập lên kế hoạch biến những tàn tích chìm của ngọn hải đăng này, bao gồm cả những tàn tích của Pharos, thành một viện bảo tàng dưới nước.

## Nguồn gốc

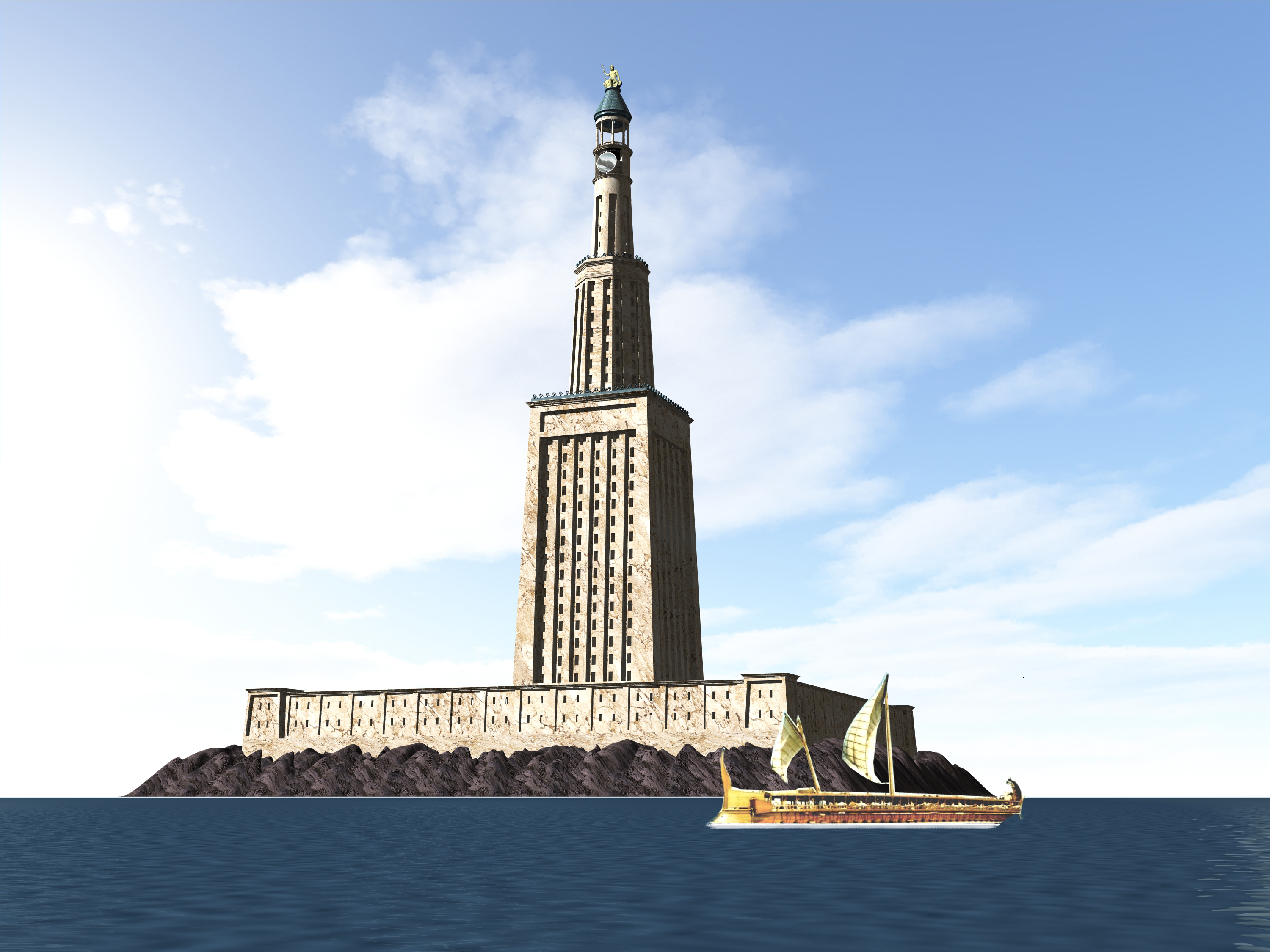
Mô hình dựa trên một nghiên cứu năm 2013.

## Xây dựng

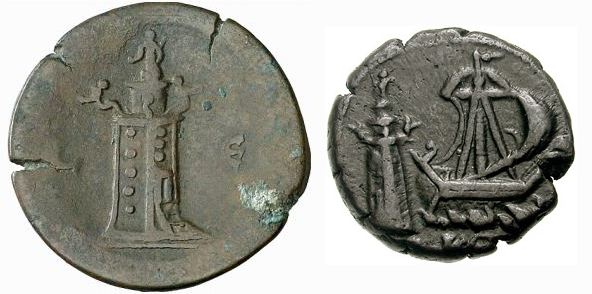
Ngọn Hải đăng trên đồng tiền đúc ở Alexandria vào thế kỷ thứ 2 (đồng tiền thứ nhất: mặt trái của đồng xu thời Antoninus Pius, và mặt trái đồng tiền thứ hai: đồng xu thời Commodus).

## Cấu trúc

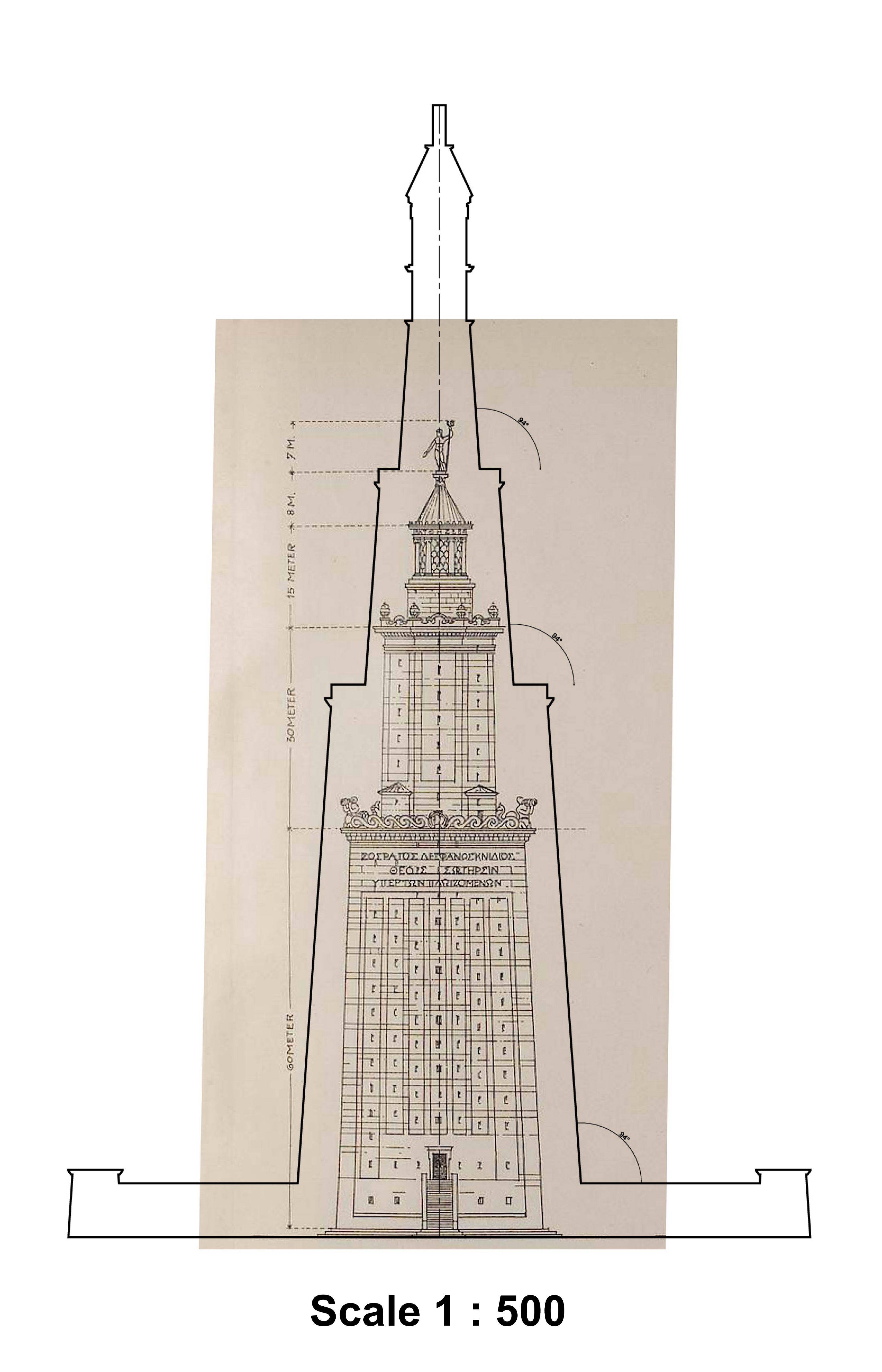
So sánh kích thước ngọn Hải đăng của Alexandria cổ đại (PHAROS) giữa hai bài nghiên cứu năm 1909 và năm 2006.

## Pharos trong các trò chơi

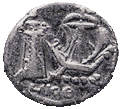
Cây đèn biển được bất tử hoá trên một đồng xu. Hình đảo ngược của một tetradrachm do Hoàng đế La Mã Commodus đúc năm 189